# 이든1로
이든1로는 인천광역시 서구 오류동에 있는 도로이다. 해당 도로는 이든로에서 1번째로 분기되는 도로에서 유래하였다.

## 노선 정보
- 총 연장 : 0.471 km
- 기점 : 인천광역시 서구 오류동 1633-14 (이든로와 교차)
- 종점 : 인천광역시 서구 오류동 1633-1 (도담5로와 교차)

## 지리
- 통과하는 지자체 : 인천광역시 서구 오류동
- 접촉하는 도로 : 이든로, 도담5로
- 주변에 있는 시설 : 미래팩토리, 피알티, 아이케이텍, 미로, 신우화학공업, 삼일기업, 와이, 본코스메틱 등